# Kanton Pinols
Kanton Pinols (fr. Canton de Pinols) je francouzský kanton v departementu Haute-Loire v regionu Auvergne. Tvoří ho devět obcí.

## Obce kantonu
- La Besseyre-Saint-Mary
- Auvers
- Chastel
- Chazelles
- Cronce
- Desges
- Ferrussac
- Pinols
- Tailhac